# Nuit blanche (astronomie)
Pour les articles homonymes, voir Nuit blanche.
 (juillet 2016).
Si vous disposez d'ouvrages ou d'articles de référence ou si vous connaissez des sites web de qualité traitant du thème abordé ici, merci de compléter l'article en donnant les références utiles à sa vérifiabilité et en les liant à la section « Notes et références ».

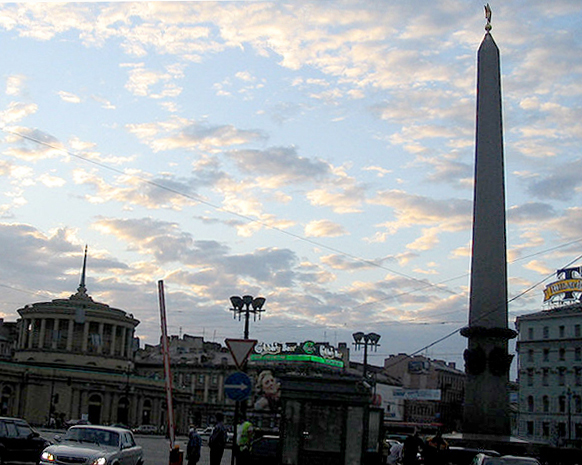
Saint-Pétersbourg à 23h le 28 juin 2006

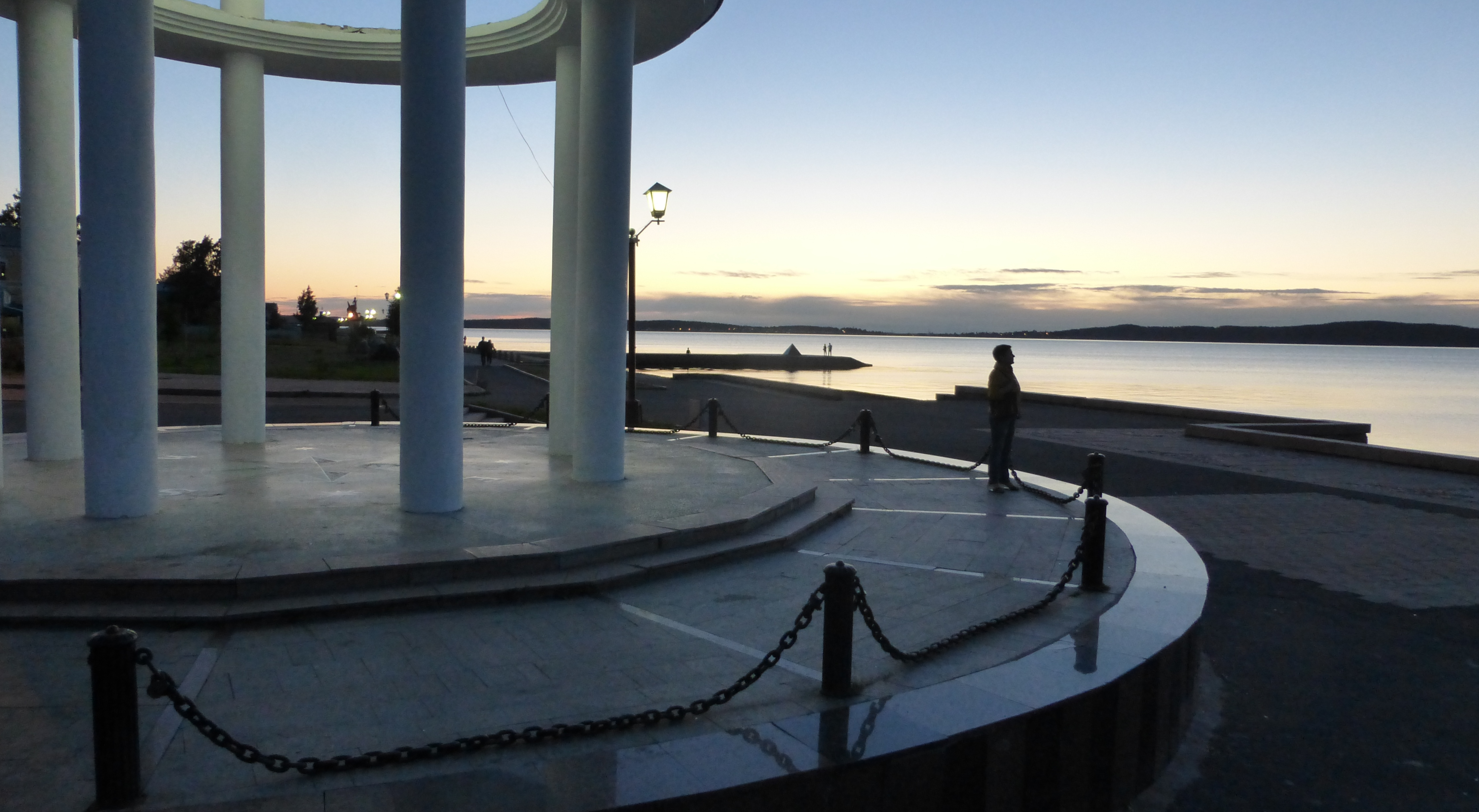
Nuit blanche à Petrozavodsk

Le soleil de minuit s'observe au-delà du cercle polaire autour du solstice d'été. 
En deçà du cercle polaire, dans les latitudes circumpolaires, lorsque le Soleil est peu abaissé sous l'horizon (moins de 6° pour le crépuscule civil, 12° pour le crépuscule nautique et 18° pour le crépuscule astronomique, ce dernier descendant théoriquement donc jusqu'à la latitude de Paris le 21 juin à minuit vrai), la nuit n'est pas complète et demeure éclairée par un crépuscule. 
Toutefois, on ne parle véritablement de nuit blanche que lorsqu'il y a présence de crépuscule civil à minuit vrai (donc Soleil abaissé à moins de 6° sous l'horizon). 
Ce crépuscule constitue la nuit blanche, qui a d'ailleurs donné son nom au Festival des nuits blanches de Saint-Pétersbourg.